# Xã Timber Creek, Quận Marshall, Iowa
Xã Timber Creek (tiếng Anh: Timber Creek Township) là một xã thuộc quận Marshall, tiểu bang Iowa, Hoa Kỳ. Năm 2010, dân số của xã này là 10.496 người.